# コニー・プランク
 コニー・プランク  （Konrad 'Conny' Plank、1940年5月3日 - 1987年12月5日）は、20世紀後半で最も重要とされた音楽録音プロデューサーの一人である。彼の音楽エンジニアとプロデューサーとしての優れた才能は、戦後のヨーロッパにおいてポピュラー音楽のレコーディング方法を革新することに貢献し、プログレッシブ・ロックや電子音楽、前衛音楽…という広いジャンルにおいて重要な変革をもたらした。プランクは「クラウトロック」として知られるジャンルを定義する上で欠くことのできない存在であり、彼の業績はスタジオ音楽制作とエンジニア技術にも世界的に大きな影響を及ぼしている。
プランクと彼がドイツで一緒に仕事をしたバンドは、メインストリームのロックアーティストにかなり影響を及ぼした。彼らはプランクの「音楽制作技術」と「非常に特徴的な音響追求」の側面を普及させた。1980年代、新世代のエレクトリック・ポップ・バンドはコンピュータ化された電子楽器を使うと共に、プランクの仕事でよく使われているアイデアを用い、自分たちも同じような新しい音楽ができることを実感した。

## 経歴
1940年、ドイツ南西部の町ヒュッチェンハウゼン(Hütschenhausen)に生まれる。
1960年代にカールハインツ・シュトックハウゼンのスタジオで働く。その後、マレーネ・ディートリヒの音楽スタッフとして参加したプランクは、当時から電子音楽の可能性の熱心な信奉者であり、驚くべき電子的な音響効果を生み出すことのできる名人だった。しかし、「大きな金属製の容器や他の工業製品をパーカッション楽器として用いる」といった、従来の音や自然音を混ぜ合わせて型にはまらない効果を与えることも彼はすでによく知っていた。
彼はマルチトラック録音の可能性を完全に引き出した、ヨーロッパを代表するプロデューサーの一人である。その可能性は単なるギミック以上のものであり、歌詞や楽曲にドラマチックな効果を与えることに大きく寄与した。彼はミキシングの際にしばしば粗野とも思えるような音楽的効果や「音と空白との対比」を好んだ。彼の最も優れた功績とは、その当時の商業的なポップ・ロック界をすっかり埋め尽くしていた、なめらかで心地よいばかりで退屈な音楽に対して、あからさまに反旗を翻したということである。
プランクはエコー、リバーブ、他の電子音、ミックス音、音の均一化や編集、テープを使った効果等をラディカルに組み合わせて用いた。そしてそれらの効果的な音を進行する音楽のトラックテープの上からラディカルに加えていった。この点においてプランクは疑うまでもなくリー・ペリー（リー・スクラッチ・ペリー）のようなジャマイカ音楽の先駆者による作品に影響を受けたと思われるが、確かにこれらのレゲエやダブの制作技術に端緒を見出せるような音楽スタイルの革新の流れに適応できたヨーロッパで最初のプロデューサーの一人がプランクその人であった。
プランクは（特にドラム音についてだが）「激しく重みに逆らうがごとき音」や1970年代におけるロック音楽の録音を席巻した「重く鳴り響くドラム音」といった、非常に「生演奏」に近い音を生み出す最初の有名なプロデューサーの一人であった。プランクの作りだす開放感のあるガランガランと鳴り響くドラムとパーカッションの音は疑うまでもなくスティーヴ・リリーホワイトやヒュー・パジャム 、ニック・ローニーのようなプロデューサー・エンジニアに深い影響を与えた。
1970年代、コニー・プランクは（当時イギリスの音楽プレスによって「クラウトロック」と見下されていた）ドイツのプログレッシブ・ロックや実験音楽の世界において、レコーディング現場のプロデューサーやエンジニアという重要な地位に就いていた。例えば、クラフトワーク（『クラフトワーク』、『クラフトワーク 2』、『ラルフ&フローリアン』、『アウトバーン』、そしてクラフトワーク結成の前にオルガニザツィオーン名義で制作した『トーン・フロート』）、ノイ!（全録音に参加）、クラスター、ハルモニア、アシュ・ラ・テンペル、ホルガー・シューカイ（カン）、グル・グル等。クラスターのメンバーであるディーター・メビウスとハンス・ヨアヒム・ローデリウスとの長い交友は1970年に始まりプランクが亡くなるまで続いた。
主だった彼の業績はより音楽に意欲的な欧米のミュージシャンやエンジニアに影響を及ぼしている。そのもっとも著名な例はデヴィッド・ボウイとブライアン・イーノである。ボウイとイーノは1970年代末の「ベルリン三部作」である『ロウ』、『ヒーローズ』、『ロジャー』というアルバムを共に制作した。それら全てにプランクが初期にドイツで製作した作品の影響が濃厚にうかがえる。ボウイの歌である「ヒーローズ」は実のところプランクの音楽スタイルへの隠された賛美であり、感動的でドラマチックな効果を高めるためにリード・ボーカルをマルチトラック録音されたシンセサイザーとフィードバック・ギターの渦巻き反響する背後のトラック音に対応させている。
こういった影響から、プランクはボウイや（特に）イーノを経由する形で、1970年代末から1980年代におけるニュー・ウェイヴに大きな影響を与えた。ノイ!の楽曲「Hallogallo」は、パブリック・イメージ・リミテッド（ジョン・ライドンがセックス・ピストルズのあとに作ったバンド）の作品にかなり影響を与えたと言われている。イーノはディーヴォ（彼らはプランクの仕事にかなり影響された）のアルバムをプロデュースし、トーキング・ヘッズとデヴィッド・バーンと実りのあるコラボレーションを行い、アイルランドのバンドU2と長い期間に渡り成功したパートナーシップを築くこととなった。オーストラリアのバンドであるハンターズ&コレクターズの初期作品には、間違いなくプランクの音楽制作技術を学習した跡が窺える。そして彼らはのちに、コニー・プランクと共にレコーディングして有名になった多くの国際的なスターたちの仲間入りをした。
他にプランクが制作した作品としてエコー&ザ・バニーメン、 レ・リタ・ミツコ、 アインシュテュルツェンデ・ノイバウテン、アニー・レノックス、アストル・ピアソラ、ザ・ダムド、ニナ・ハーゲン、DAF、Phewなどの作品が挙げられる。
彼はまたディーター・メビウスと組んでスタジオ・アルバムを制作している。そのアルバムは『ラドウィグス・ロウ』である。その作品では演奏するミュージシャンが居合わせなくても他の楽器の音を複製できる初期型のサンプリング・キーボードとしてE-MU Systems製品が使用された。
1980年代に至って、プランクは新しい世代のエレクトリック・ポップとニュー・ウェイヴのアーティストに引く手あまたの状態であった。そのアーティストはディーヴォ、ウルトラヴォックス（『システム・オブ・ロマンス』、『ヴィエナ』、『エデンの嵐』）、Freur、ザ・ツーリスト（『地下室の灯 (Luminous Basement)』）、ユーリズミックス（『イン・ザ・ガーデン』）等であった。彼はまた、スコーピオンズ、クラナドやキリング・ジョークといったアーティストとポップやロックの作品制作にも参加した。
プランクが1987年に癌で亡くなる前におこなった最後の仕事は、ユーリズミックスの「リベンジ（Revenge）・ツアー」と題されたコンサートをレコーディングすることだった。
ちなみにケルンにある彼のスタジオは、彼の死後は妻のクリスタ・ファストと息子によって存続され、Phewのソロ・アルバム『Our Likeness』などの作品を産み出したが、2006年6月のクリスタの死と共に30年余にわたる歴史を閉じることになった。